# 羅馬之劫 (1527年)
羅馬之劫是科涅克同盟戰爭的一場重要戰役，爆發於1527年5月6日，當時神聖羅馬皇帝查理五世麾下的哈布斯堡聯軍因欠薪譁變後，攻陷羅馬城並大肆洗劫。

## 背景
教宗克勉七世有意改變區內的勢力均衡，於是支持法國，以擺脫神聖羅馬帝國的支配。
神聖羅馬帝國的軍隊在意大利擊敗法軍，卻得不到應得的軍餉。為數34,000人的帝國軍隊譁變，強迫軍隊司令波旁公爵、前任法國王室統帥夏爾三世帶領他們向羅馬進發。除了隸屬公爵的6,000個西班牙人外，軍隊中有隸屬喬治·馮·佛朗斯堡的日耳曼傭兵14,000人、隸屬法布里奇奧·馬拉馬爾多、朋佩歐·科隆納及路易吉·貢扎加（Luigi Gonzaga）的一些意大利步兵以及隸屬費蘭特·貢扎加及奧蘭治親王沙隆的菲利柏特的一些騎兵。他們當中有些人視自己為馬丁路德的新教運動的堅定追隨者，以宗教因素認為教宗的首都是一個目標。這些人與麾下士兵一樣對羅馬起了貪婪的慾念，認為那裡既富庶又容易到手。不少土匪及同盟軍的逃兵也在半途加入了他們的隊伍中。
公爵於1527年4月20日離開阿雷佐。這支紀律敗壞的軍隊劫掠阿夸彭登泰及聖洛倫佐諾沃，佔領維泰博及龍奇廖內，5月5日抵達羅馬城牆下。

## 劫掠
羅馬的守軍不多，僅有民兵5000人及教宗的宗座瑞士近衛隊。主帥夏爾三世希望儘快攻破羅馬，避免遭受守軍及同盟軍夾擊的可能性。
5月6日，神聖羅馬帝國軍隊進攻賈尼科洛山及梵蒂岡山的城牆。主帥夏爾三世中了致命的槍傷，不久即死亡。神聖羅馬帝國同日攻佔城牆。在聖伯多祿大殿的台階上，宗座瑞士近衛隊幾乎全部戰死，當值的189人中，僅有42人生還。衛隊的奮勇作戰，使教宗得以經秘密通道安全逃出。帝國軍主帥則由奧蘭治親王菲利柏特暫代，但紀律已經徹底失控。
因為元帥夏爾三世的陣亡，部隊陷入無紀律的放任狀態：約1000個教宗首都及聖殿的衛兵被殘酷地處決，然後開始了搶掠。教堂、修道院以及高級神職人員的宮廷被破壞及搜掠。即使是親神聖羅馬帝國的樞機，也要向士兵付錢以保存財產。5月8日，與克勉七世有私仇的蓬佩奧·科隆納樞機入城。跟他來的有他的封地的農民，他們在這裡對先前因教宗命令而遭受的劫掠展開報復。不過樞機知道城內慘狀後也不禁動容，在自己的宮殿收留了一些羅馬市民。
經過三日蹂躪後，菲利柏特下令停止劫掠，但是大多數士兵都沒有遵從。與此同時，克勉七世仍被困於聖天使城堡內。烏爾比諾公爵弗朗切斯科·瑪麗亞一世·德拉羅維雷及薩盧佐侯爵薩盧佐的米凱萊·安東尼奧帶了一些軍隊於6月1日到達羅馬北方的蒙泰羅西，不過他們過度謹慎，以致錯失了輕易地打敗這時軍紀已蕩然無存的神聖羅馬帝國軍人的機會。6月5日，克勉七世屈服，答應繳付4000杜卡特金幣，另外又被要求付出贖金換取俘虜的自由。其它條件包括向神聖羅馬帝國割地。威尼斯共和國也趁機佔領切爾維亞及拉文納。
羅馬居民死於事件當中者，估計從6000人到12000人不等（已知的屍體數共一萬兩千，但不知其中羅馬市民的比例），總共死亡人數多到無法計算；被掠奪的財物價值達100萬杜卡特、贖金300萬杜卡特，克勉七世估計總損失一千萬杜卡特。因為大量的屍體未受掩埋安置，屍體引發的瘟疫，也使許多神聖羅馬帝國軍人病亡。
神圣罗马皇帝查理五世在西班牙聽到羅馬被攻陷後，很高興教宗被他圍困了，但是他當聽到劫掠的殘暴情形時大為震驚，否認應該對這種過度行為負責，卻仍在6月6日逼迫教宗簽訂了羞辱的和約：教宗必須支付40萬杜卡特給帝國軍；把皮亞琴察、帕爾馬、摩德納和奧斯蒂亞割給查理。羅馬陷落的消息傳開後，費拉拉公國趁機奪取雷焦、摩德納；威尼斯共和國佔領雷文納；佛羅倫斯共和國趕走麥地奇家族而重新成為市民自主的共和國。

## 影響
1527年的兵災與大掠帶來歐洲史上最嚴重的文化慘劇。羅馬永遠失去了義大利文藝復興的中心地位（較多地轉移到威尼斯），不但終止了教宗身為文藝復興藝術與建築最大贊助者的工作，也代表1453年進入高峰的文藝復興走到了時代的盡頭。這可從十年後藝術史家兼畫家乔尔乔·瓦萨里調查了羅馬大劫掠的影響，詳細記錄了傑出學者與藝術家的悲慘遭遇：一部份被殺，一部分生活無以為繼，只好靠打工為生，更多人逃離了羅馬（主要逃到了威尼斯）；無論他們境遇如何，每個人的生活都受到重大影響和轉折。瓦薩里評論說：「（1527年的）暴力讓精細的靈魂墮落，並且忘記人生的主要目標。」
1527年後查理五世控制了教宗克勉七世，兩方在1529年正式達成和解，讓查理在1530年被正式加冕為神聖羅馬皇帝兼義大利國王，從此也沒有一個皇帝能夠身兼義大利國王了；交換條件是查理出兵克勉七世的家鄉佛羅倫斯共和國，幫助克勉七世出身的美地奇家族恢復統治（1527年市民趁羅馬之劫的機會，推翻了美地奇），於是美地奇在查理的出兵下重回佛羅倫斯，而克勉七世的私生子亞歷山德羅·德·麥地奇在隔年成為了佛羅倫斯世襲公爵。
至於提供關鍵大砲給查理五世的費拉拉公爵阿方索一世·德斯特（與克勉七世有仇，被開除教籍），則在1530年被教宗重新承認爵位、恢復教籍，更認可阿方索一世是摩德納及雷焦的佔有人。
羅馬之劫也極大促成了1529年後英國一連串的宗教改革運動，因為英王亨利八世要求教宗同意他和王后凱薩琳離婚，但凱薩琳是西班牙公主、查理五世的姨母，克勉七世不敢得罪查理而以拖延來拒絕英王，終使1533年亨利八世一氣之下自立英國國教的新教派別，好讓自己能夠另娶侍女安妮·博林以誕下迫切需要的王子來繼承王位。